# Metasphenisca bifaria
Metasphenisca bifaria är en tvåvingeart som beskrevs av Munro 1947. Metasphenisca bifaria ingår i släktet Metasphenisca och familjen borrflugor. Inga underarter finns listade i Catalogue of Life.